# Årdal, Vestland
Årdal är en by i Gloppens kommun i Vestland fylke i västra Norge. Byn ligger vid änden av fylkesväg 5734, på östra sidan av Breimsvatnet.